# Сражение при Драмдаге
Сражение при Драмдаге — одно из сражений начального периода Русско-турецкой войны (1877—1878) на Кавказском театре военных действий.

## Ход сражения
Продвижение русских, в ходе которого 29 мая (10 июня) 1877 год был захвачен Зайдекан, что привело к серьёзной угрозе поражения Османской армии в этом регионе. Командующий Ахмед Мухтар-паша направил против Эриванского отряда русских войск (командующий генерал-лейтенант Арзас Артемьевич Тергукасов) два отряда: 5 000 солдат и 9 орудий, под командованием Фаик-паши; 8300 солдат и 12 орудий, под командованием Татар-Оглы Мехмед-паши, с приказом остановить русское наступление.

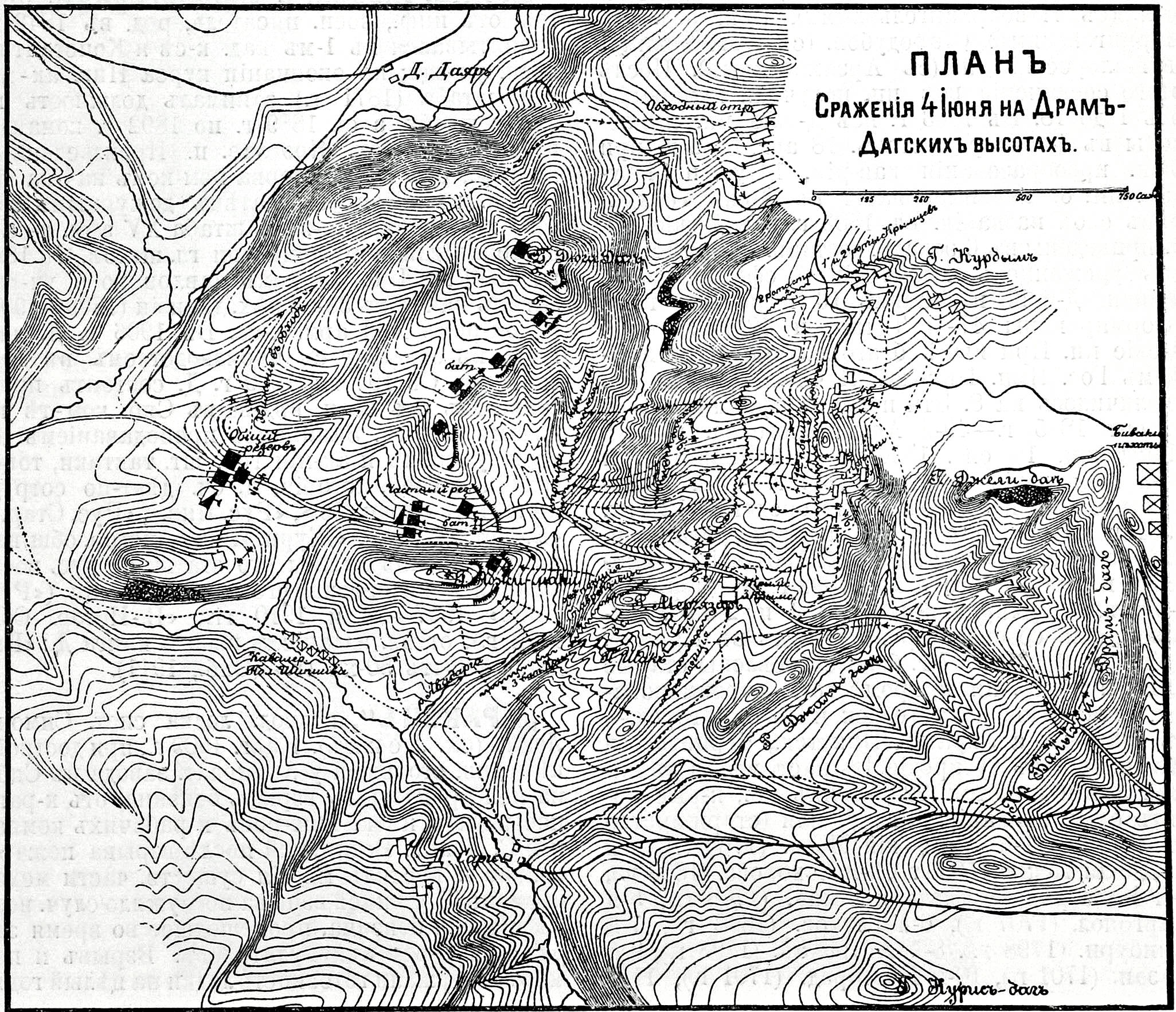
Карта битвы из «ВЭС»

Ведя активные действия по осаде Карса, командующий действующим корпусом, генерал от кавалерии Михаил Лорис-Меликов, направил в помощь Эриванскому отряду 11 000 человек и 32 орудия.
3 (15) июня 1877 года русский авангард обнаружил османские позиции на хребте Драмдаг, которые занимал Татраоглу-Мехмед-паша.
4 (16) июня 1877 года две колонны русских войск были готовы к атаке важнейшего пункта обороны османов на горе Аджимаг и ожидали только сигнала, чтобы перейти в наступление. В этих условиях, командующий турецкими войсками Мехмед-паша принял решение нанести упреждающий удар, и во главе двух эскадронов кавалерии бросился на правый фланг русских войск, но, встреченные огнём почти в упор, турки были отброшены с огромным уроном. В числе павших был и сам Мехмед-паша, убитый осколком гранаты. После этого, командование отрядом принял бригадный генерал Мустафа-Джавуд-паша. Поражение турецкой кавалерии и смерть начальника отряда переломило ход сражения. Османы, преследуемые русскими войсками, начали беспорядочное отступление.

## Итоги сражения
Сражение закончилось победой русских войск, потерявших убитыми и ранеными 159 человек. Победа открыла путь для Русской армии в Пассинскую долину.